# Triple saut masculin aux championnats du monde d'athlétisme en salle 1991
Navigation
1989 1993
Le concours du triple saut masculin des championnats du monde en salle de 1991 s'est déroulé les 9 et 10 mars 1993 au Palacio Municipal de Deportes San Pablo de Séville, en Espagne. Il est remporté par le Soviétique Ihar Lapchyne.

## Résultats

### Finale
| Rang               | Athlète            | Pays             | Essais | Essais | Essais | Essais | Essais | Essais | Marque | Notes |
| Rang               | Athlète            | Pays             | 1      | 2      | 3      | 4      | 5      | 6      | Marque | Notes |
| ------------------ | ------------------ | ---------------- | ------ | ------ | ------ | ------ | ------ | ------ | ------ | ----- |
| Médaille d'or      | Ihar Lapchyne      | Union soviétique | 16.58  | 16.86  | 17.31  | 16.84  | x      | –      | 17.31  |       |
| Médaille d'argent  | Leonid Voloshin    | Union soviétique | 17.04  | x      | 16.93  | 17.03  | x      | 16.56  | 17.04  |       |
| Médaille de bronze | Tord Henriksson    | Suède            | 16.74  | x      | 16.80  | x      | x      | 16.45  | 16.80  |       |
| 4                  | Zou Sixin          | Chine            | 16.66  | x      | 16.78  | 16.66  | 16.58  | x      | 16.78  | PB    |
| 5                  | Volker Mai         | Allemagne        | 16.64  | 16.74  | 16.60  | 16.55  | 16.56  | 16.65  | 16.74  |       |
| 6                  | Chen Yanping       | Chine            | x      | 16.63  | x      | x      | 16.70  | x      | 16.70  |       |
| 7                  | Dario Badinelli    | Italie           | 16.11  | 16.10  | 16.62  | x      | 16.23  | x      | 16.62  |       |
| 8                  | Frank Rutherford   | Bahamas          | 16.51  | 16.61  | x      | x      | x      | x      | 16.61  |       |
| 9                  | John Tillman       | États-Unis       | 16.24  | 16.18  | 16.58  |        |        |        | 16.58  |       |
| 10                 | Anísio Silva       | Brésil           | x      | 16.44  | 16.09  |        |        |        | 16.44  |       |
| 11                 | Andrzej Grabarczyk | Pologne          | 16.25  | 16.33  | 16.19  |        |        |        | 16.33  |       |
| 12                 | Nikolay Raev       | Bulgarie         | 15.72  | 16.14  | 16.19  |        |        |        | 16.19  |       |
|                    | Milan Mikuláš      | Tchécoslovaquie  | x      | x      | x      |        |        |        | NM     |       |

## Légende
Records et Performances
- AR : Record continental (area record)
- CR : Record des championnats (championship record)
- MR : Record du meeting (meet record)
- NR : Record national (national record)
- OR : Record olympique (olympic record)
- PR : Record paralympique (paralympic record)
- PB : Record personnel (personal best)
- SB : Meilleure performance personnelle de la saison (season's best)
- WL : Meilleure performance mondiale de l'année (world leader)
- WJR : Record du monde junior (world junior record)
- WR : Record du monde (world record)

Circonstances et Conditions
- DNF : N'a pas terminé (did not finish)
- DNS : N'a pas pris le départ (did not start)
- DQ : Disqualification (disqualification)
- NM : Aucun essai valable enregistré (No Mark)
- Q : Qualifié « directement » au prochain tour (ou à la prochaine compétition), lors d'une compétition majeure, grâce au classement ou à la réalisation des minima (automatic qualifier)
- q : Qualifié au prochain tour (ou à la prochaine compétition), lors d'une compétition majeure, grâce au repêchage ou à la réalisation de l'une des meilleures performances parmi celles des « non qualifiés directement » (grâce au meilleur temps ou à la meilleure distance par exemple) (secondary qualifier)